# Флаг Ступинского сельского поселения
Флаг муниципального образования Ступинское сельское поселение Рамонского муниципального района Воронежской области Российской Федерации — опознавательно-правовой знак, служащий официальным символом муниципального образования.
Флаг утверждён 12 апреля 2012 года решением Совета народных депутатов Ступинского сельского поселения № 65 и 2 июля 2012 года внесён в Государственный геральдический регистр Российской Федерации с присвоением регистрационного номера 7775.
Флаг Ступинского сельского поселения отражает исторические, культурные, социально-экономические, национальные и иные местные традиции.

## Описание
Описание флага, утверждённое решением Совета народных депутатов Ступинского сельского поселения от 12 апреля 2012 года № 65, гласит:

Прямоугольное двухстороннее полотнище с отношением ширины к длине 2:3, состоящее из двух горизонтальных полос малинового (вверху) и голубого цвета (в соотношении 3:1). В середине полотнища плывущий влево жёлтый трёхмачтовый корабль с белыми парусами (верхними — наполненными и нижними — свёрнутыми) и жёлтыми косицами на мачтах, бушприте и корме.
На сайте Союза геральдистов России — разработчиков флага — даётся несколько иное описание флага:

Прямоугольное двухстороннее полотнище с отношением ширины к длине 2:3, состоящее из двух горизонтальных полос малинового (вверху) и голубого цвета (в соотношении 3:1). В середине полотнища плывущий влево жёлтый трёхмачтовый корабль с белыми парусами (верхними — наполненными и нижними и на бушприте — свернутыми) и жёлтыми флюгерами на мачтах и корме и таковым же флюгером с двумя косицами на бушприте.— 

## Обоснование символики
Ступинское сельское поселение состоит из трёх сёл: Ступино, Нелжа и Пчельники. Самое старое из них село Ступино. Впервые о селе упоминается в «Дозорной книге» 1625 года. Село расположено на левом берегу реки Воронеж.
Существует две версии происхождения названия села. Первая версия следует из «Книги большому чертежу», в которой упоминается о Ступной (или Уступной) поляне, располагавшейся неподалёку от села в XVII веке. Вторая версия связана с первыми поселенцами села, которыми были служилые люди, так называемые «ступинские атаманы» из центральных и приокских уездов Московии. Известно, что населённый пункт с названием Ступино существует также на юге Московской области. Поэтому велика вероятность, что «ступинские атаманы» назвали село в честь подмосковного Ступино.
Атаманы были защитниками южных рубежей русских земель. Следующие их поколения принимали участие в строительстве российского флота. Пётр I, готовясь в 1695 году к походу на Азов, избрал местом строительства военного флота реку Воронеж. Здесь был в изобилии строевой лес и удобный выход больших кораблей на Дон к Азову. К тому же, воронежцы имели опыт в строительстве речных судов. По берегам реки Воронеж расположились судостроительные верфи в городе Воронеже, Рамони, Ступине. Сюда направляли мастеровой люд со всех концов страны. Ступинская судостроительная пристань была основана в 1697 году. В том же году «гостиное кумпанство» заложило на Ступине 10 кораблей. Каждый из них имел своё название: «Думкрат», «Камень», «Слон», «Рысь», «Страус», «Журавль Стрегущий», «Сокол», «Собака», «Арфа», «Гранат Аполь».
Символика флага Ступинского сельского поселения многозначна:
— корабль символизирует славное прошлое Ступинской верфи. Корабль с наполненными ветром парусами — символ движения к цели и уверенности её достижения. Корабль с белыми парусами — символ удавшегося плавания, радости, везения;
— малиновый цвет (пурпур) — символ власти, славы, почёта, благородства происхождения, древности;
— голубая полоса (лазурь) — символ реки Воронеж, а также символ возвышенных устремлений, искренности, преданности, возрождения;
— жёлтый цвет (золото) — символ высшей ценности, величия, богатства, урожая;
— белый цвет (серебро) — символ чистоты, открытости, божественной мудрости, примирения.